# Hartmut XII. von Cronberg

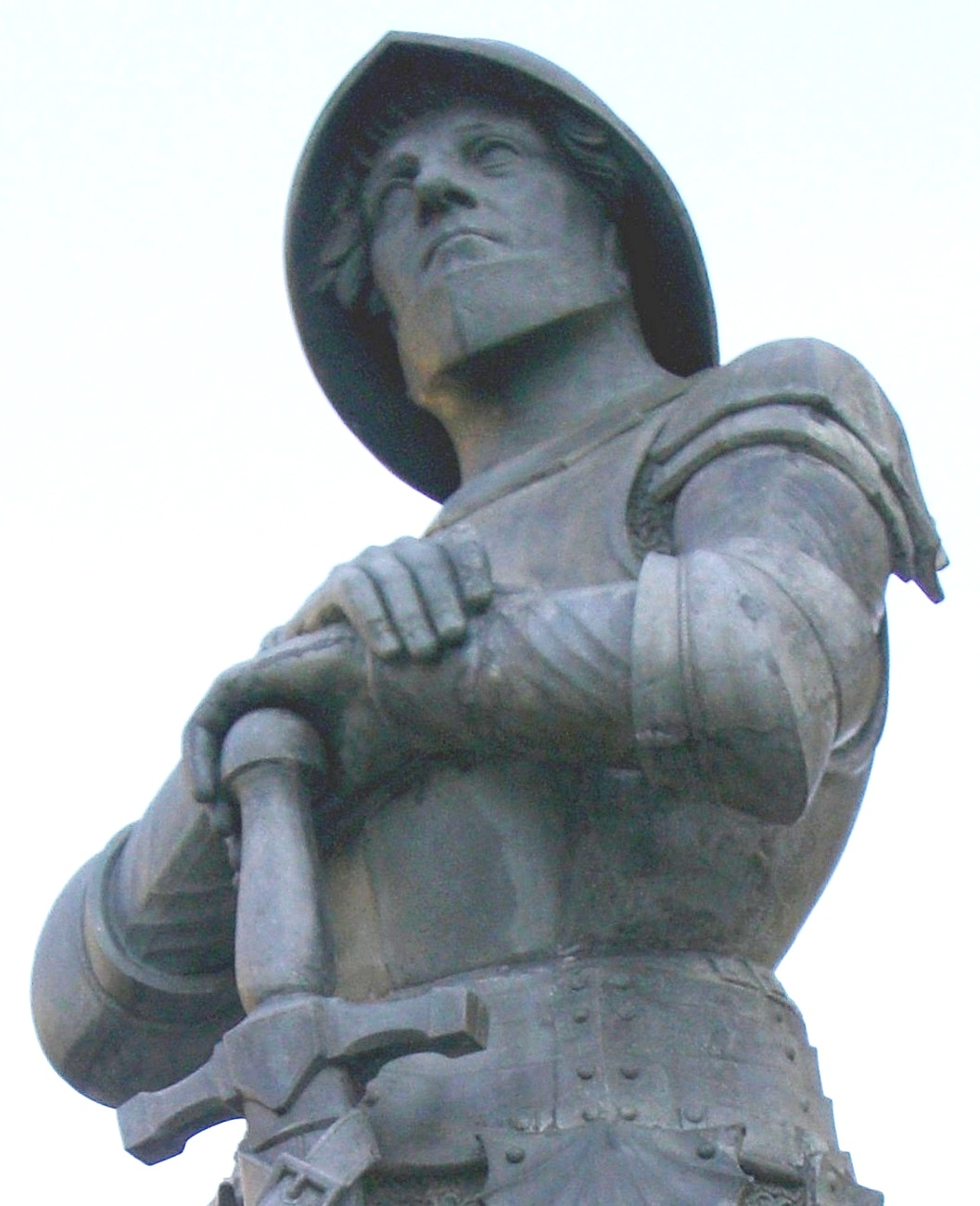
Hartmut von Kronberg; Statue von Eduard Schmidt von der Launitz (1860er Jahre)

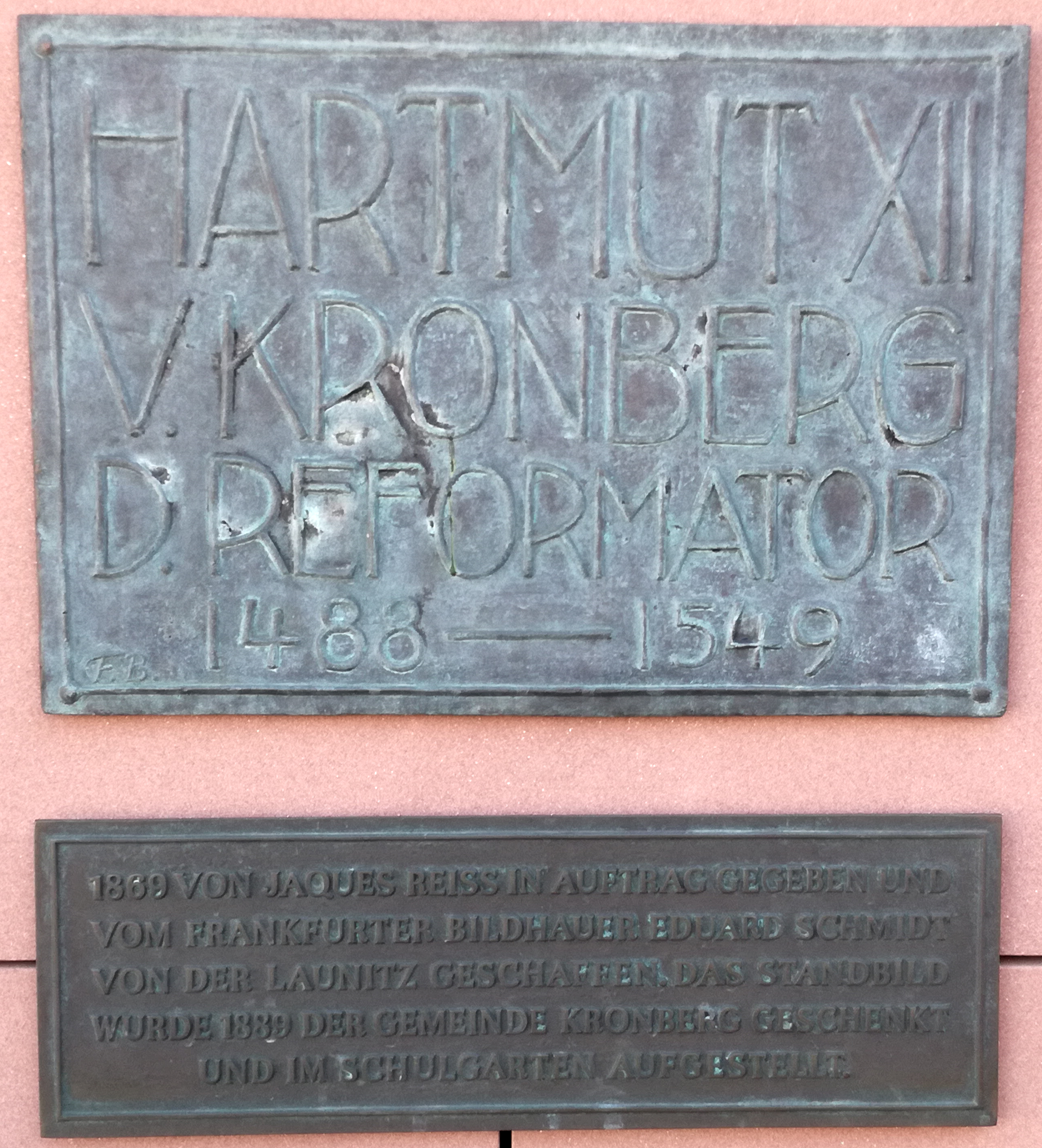
Hartmut XXII von Cronberg – Tafel unterhalb der Statue

Hartmut XII. von Cronberg, seit 1933 auch Hartmut von Kronberg (* 1488; † 7. August 1549), war ein Ritter aus dem Geschlecht der Herren von Cronberg, Angehöriger des Kronenstamms und engagierter Verfechter der Ideen Martin Luthers. Als Ehrenname – und auch um ihn von den übrigen Mitgliedern derer von Cronberg, soweit sie auch Hartmut hießen, zu unterscheiden – wird er zuweilen mit dem Zusatz der Bekenner oder auch der Reformator gekennzeichnet.

## Geburt, Kindheit und Ausbildung
Hartmut war das älteste überlebende von den elf Kindern des Johann IX. von Cronberg und der Klara von Helmstadt. Das Geburtsdatum und der Geburtsort von Hartmut sind unbekannt, doch wird als Ort der Geburt Oppenheim vermutet, da damals sein Vater Johann dort eine Funktion als kurpfälzischer Amtmann ausübte, von der er erst 1489 nach Höchst in den Dienst des Mainzer Erzbischofs Berthold von Henneberg wechselte. Seine ritterliche Ausbildung absolvierte Hartmut am Hof des Pfälzischen Kurfürsten Philipp des Aufrichtigen (1448–1508) in Heidelberg.

## An der Spitze des Kronenstamms
Der Vater Johann starb 1506 in Aschaffenburg, wo er mittlerweile als Vizedom amtiert hatte. Hartmut war damals 18 Jahre alt. Testamentsvollstrecker war sein Verwandter Franz von Sickingen. Hierbei rückte Hartmut an die Spitze des Kronenstamms der Cronberger Ritter. Er heiratete 1511 die noch sehr junge Anna von Cronberg vom Flügelstamm (* nach 1495, † 1551). Beruflich wurde er kurpfälzer Amtmann und Oberschultheiß in Oppenheim. Seine Frau gebar ihm drei Söhne: Philipp VIIII (* nach 1512), Hartmut XIII. (* vor 1517) und Walter X., je nach Zählweise auch als Walter XII. bezeichnet (* um 1519).
Ab 1514 begann eine unruhige Zeit für Hartmut, da er sich Franz von Sickingen und dessen Zielen verbunden fühlte, zumal auch Franzens Großvater, Reinhard VIII. von Sickingen, zugleich ein Urgroßvater Hartmuts war. Ab 1515 unterstützte Hartmut ihn unter anderem in einem Feldzug gegen Worms (1515) und gegen den Herzog von Lothringen (1516). Im August 1518 kam es zur Fehde gegen Hessen, die Hartmut gemeinsam mit Franz von Sickingen bestritt. Der erst 14-jährige Landgraf Philipp I. von Hessen floh nach Gießen und weiter nach Spangenberg.
Im Jahre 1519 wurde Hartmut von dem im gleichen Jahr in Frankfurt zum römisch-deutschen Kaiser gekrönten Karl V. für seine Bemühungen um die Wahl eine lebenslange Pension von 200 Goldgulden zugesagt.

## Lutherische Ideen und Trierer Fehde
Am 14. April 1521 traf Hartmut in Frankfurt am Main mit Martin Luther zusammen, als dieser, wie auch Hartmut selber, anlässlich seiner Reise zum Reichstag in Worms in Frankfurt Station machte. Hartmut fühlte sich Luther und seinen Ideen eng verbunden. In Worms wohnte Hartmut den engeren Verhandlungen mit Luther bei, die Richard von Greiffenklau, der Erzbischof von Trier, führte.
Hartmut war von hohen Idealen und aber zugleich einer kindlichen Gläubigkeit erfüllt, die zur Verstrickung in die damaligen politischen Wirren führte. Anlässlich der Ausweisung des Predigers Hartmann Ibach aus Frankfurt, und dem Beginn von Ibachs Tätigkeit in Kronberg, wurde Hartmut aktiv und forderte in einer ersten Flugschrift ultimativ Ibachs Wiedereinsetzung in Frankfurt. Er wollte allen von ihm erkannten Übeln zu Leibe rücken und kündigte auch dem Kaiser seinen Dienst auf. Zu den ihm wichtig erscheinenden Fragen nahm er in weiteren Flugblättern öffentlich Stellung. Darunter waren, teilweise zusammen mit anderen Rittern verfasst, viele Sendbriefe und auch ein Brief an Papst Leo X., dem er vorwarf, mit den Bankhäusern Geldgeschäfte zu betreiben. Luther warnte Hartmut inzwischen vor einer Überspannung, die zu Gewalttätigkeiten führen könne.
Dennoch folgte Hartmut 1522 einer auf einem mittelalterlichen Rechtsverständnis fußenden Fehdeerklärung von Franz von Sickingen an den Trierer Bischof Richard von Greiffenklau. Hartmut stand Franz dadurch bei, dass er während Sickingens Abwesenheit dessen Stammsitz Ebernburg an der Nahe sicherte und ihm so den Rücken freihielt. Nachdem Sickingens Mannschaft jedoch durch die Kurfürsten von Trier und von der Pfalz sowie den Landgrafen Philipp von Hessen geschlagen worden war, wandten sich die siegreichen Fürsten direkt gegen Kronberg, wohin Hartmut nur mit knapper Not eilen konnte, um eine Verteidigung einzurichten. Seine gut 270 Mann waren allerdings nicht gegen die Übermacht von 3000 Mann samt vielen und schweren Geschützen gewappnet. Als die Aussicht auf eine erfolgreiche Verteidigung schwand, floh Hartmut in der Nacht zum 14. Oktober 1522 wohl über die Nordseite durch den Hain (heute Eibenhain), denn mittlerweile war im Namen Kaiser Karls V. die Reichsacht über ihn verhängt worden. Ab jetzt wurden Burg und Stadt Kronberg für 19 Jahre hessisch. Landgraf Philipp I. von Hessen, später der Großmütige genannt, führte 1526 den evangelischen Glauben in Kronberg ein.

## 19 Jahre im Exil
Ab November 1522 hielt sich Hartmut mit seiner Familie für mehrere Jahre in Basel auf, unternahm allerdings in der Folgezeit auch verschiedene Reisen, darunter nach Schweinfurt und Wittenberg (zu Luther). Um 1525 war er auch in Sachsen und Böhmen und absolvierte 1527 eine Seefahrt zu dem in Madrid residierenden Kaiser Karl V. Er bat um Entlassung aus der Acht, was aber erst 1532 umgesetzt wurde. Im Jahre 1533 wurde er Ratsherr in Oppenheim. Im November 1541 schließlich beendete ein in Kassel zwischen Hartmut und Philipp dem Großmütigen von Hessen geschlossener Vertrag das Exil und Hartmut erhielt Kronberg zurück.

## Die letzten Jahre
Hartmut lebte mit seiner Familie noch acht Jahre auf der Burg. Er starb am 7. August 1549; Sterbeort und Todesumstände sind nicht bekannt. Seine Ehefrau Anna starb am 14. April 1551. Beide wurden in der Kapelle der Burg Kronberg beigesetzt, wo das gemeinsame Grabepitaph auch heute noch steht. Am Berliner Platz in Kronberg steht etwas erhöht und zur Burg gerichtet ein überlebensgroßes Standbild Hartmuts XII. aus den 1860er Jahren.